# Jahmali Waite
Jahmali Dante Waite (Filadelfia, 24 dicembre 1998) è un calciatore giamaicano, portiere dell'El Paso Locomotive e della nazionale giamaicana.

## Carriera

### Nazionale
Nel 2022 ha esordito in nazionale.
Ha partecipato alla CONCACAF Gold Cup 2023.

## Statistiche

### Cronologia presenze e reti in nazionale
| Cronologia completa delle presenze e delle reti in nazionale ― Giamaica | Cronologia completa delle presenze e delle reti in nazionale ― Giamaica | Cronologia completa delle presenze e delle reti in nazionale ― Giamaica | Cronologia completa delle presenze e delle reti in nazionale ― Giamaica | Cronologia completa delle presenze e delle reti in nazionale ― Giamaica | Cronologia completa delle presenze e delle reti in nazionale ― Giamaica | Cronologia completa delle presenze e delle reti in nazionale ― Giamaica | Cronologia completa delle presenze e delle reti in nazionale ― Giamaica |
| Data                                                                    | Città                                                                   | In casa                                                                 | Risultato                                                               | Ospiti                                                                  | Competizione                                                            | Reti                                                                    | Note                                                                    |
| ----------------------------------------------------------------------- | ----------------------------------------------------------------------- | ----------------------------------------------------------------------- | ----------------------------------------------------------------------- | ----------------------------------------------------------------------- | ----------------------------------------------------------------------- | ----------------------------------------------------------------------- | ----------------------------------------------------------------------- |
| 9-11-2022                                                               | Yaoundé                                                                 | Camerun                                                                 | 1 – 1                                                                   | Giamaica                                                                | Amichevole                                                              | -1                                                                      |                                                                         |
| 14-3-2023                                                               | Kingston                                                                | Giamaica                                                                | 0 – 0                                                                   | Trinidad e Tobago                                                       | Amichevole                                                              | -                                                                       | 58’                                                                     |
| 26-3-2023                                                               | Città del Messico                                                       | Messico                                                                 | 2 – 2                                                                   | Giamaica                                                                | CONCACAF Nations League 2022-2023 - 1º turno                            | -2                                                                      |                                                                         |
| 15-6-2023                                                               | Kingston                                                                | Giamaica                                                                | 1 – 2                                                                   | Qatar                                                                   | Amichevole                                                              | -2                                                                      |                                                                         |
| 2-7-2023                                                                | Santa Clara                                                             | Giamaica                                                                | 5 – 0                                                                   | Saint Kitts e Nevis                                                     | Gold Cup 2023 - 1º turno                                                | -                                                                       | 82’                                                                     |
| 8-9-2023                                                                | Kingston                                                                | Giamaica                                                                | 1 – 0                                                                   | Honduras                                                                | CONCACAF Nations League 2023-2024 - 1º Turno                            | -                                                                       |                                                                         |
| 12-10-2023                                                              | Saint George's                                                          | Grenada                                                                 | 1 – 4                                                                   | Giamaica                                                                | CONCACAF Nations League 2023-2024 - 1º turno                            | -1                                                                      |                                                                         |
| 11-11-2023                                                              | Harrison                                                                | Guatemala                                                               | 0 – 0                                                                   | Giamaica                                                                | Amichevole                                                              | -                                                                       |                                                                         |
| 6-6-2024                                                                | Kingston                                                                | Giamaica                                                                | 1 – 0                                                                   | Rep. Dominicana                                                         | Qual. Mondiali 2026                                                     | -                                                                       | 68’                                                                     |
| 9-6-2024                                                                | Roseau                                                                  | Dominica                                                                | 2 – 3                                                                   | Giamaica                                                                | Qual. Mondiali 2026                                                     | -2                                                                      |                                                                         |
| 22-6-2024                                                               | Houston                                                                 | Messico                                                                 | 1 – 0                                                                   | Giamaica                                                                | Coppa America 2024 - 1º turno                                           | -1                                                                      |                                                                         |
| 26-6-2024                                                               | Paradise                                                                | Ecuador                                                                 | 3 – 1                                                                   | Giamaica                                                                | Coppa America 2024 - 1º turno                                           | -3                                                                      |                                                                         |
| 30-6-2024                                                               | Austin                                                                  | Giamaica                                                                | 0 – 3                                                                   | Venezuela                                                               | Coppa America 2024 - 1º turno                                           | -3                                                                      |                                                                         |
| 6-2-2025                                                                | Montego Bay                                                             | Giamaica                                                                | 1 – 0                                                                   | Trinidad e Tobago                                                       | Amichevole                                                              | -                                                                       | 67’                                                                     |
| 9-2-2025                                                                | Kingston                                                                | Giamaica                                                                | 1 – 1                                                                   | Trinidad e Tobago                                                       | Amichevole                                                              | -1                                                                      | 46’                                                                     |
| Totale                                                                  |                                                                         | Presenze                                                                | 15                                                                      |                                                                         | Reti                                                                    | -16                                                                     |                                                                         |